# PQ Angels
PQ Angels es un manga de Naoko Takeuchi, la misma creadora de Sailor Moon, publicado en los números 9 a 12 de la revista Nakayoshi, en 1997. La serie es una comedia romántica con fantasía. Narra sobre dos chicas alienígenas, Peanut y Kyuuri, que llegan a la Tierra para cumplir ciertas misiones, encontrar el "objeto" y a la reina Anko. Pero estas chicas son especiales, pueden transformarse en cucarachas y vuelven a su aspecto humano besando en la boca a alguien mientras son insectos. La série fue cancelada por la pérdida de los originales por parte de la editorial Kōdansha. No ha sido adaptado al anime.
- Datos: Q1768051